# Obels Gård
Obels Gård er en nyklassicistisk ejendom beliggende på Vestergade 2 i Latinerkvarteret i København. Den blev opført i registret over fredede bygninger og steder i 1918.

## Historie

### 1700-tallet
Den første kendte ejer af ejendommen er Lasse Kruse, som ejede den i 1277. Rådmand Svend Pedersen lejede den i 1397 ud til en præst fra Falster. I 1416 var den overgået til Maribo Kloster.
Ejendommen blev fra i hvert fald midten af 1500-tallet drevet som gæstehus under navnet Sjælland. Sjælland var i 1652 ejet af rådmand og tysk kancellisekretær Bartholomæus Pedersen Hanstein. I Københavns første matrikel af 1689 blev ejendommen opført som nr. 8. Hansteins enke, Maren Hanstein, solgte gæstehuset til Mads Lauridsen Lieme. Det blev ødelagt under Københavns Brand i 1728.
Ejendommen blev senere delt i to ejendomme. I den nye matrikel af 1756 blev ejendommene opført som nr. 7 og nr. 9. Ejendommene var begge ejet af Christen Christensen Borup.
Ved folketællingen 1787 var nr. 8 og 9 hjem for tre husstande. Brygger Ole Køhling boede i bygningen med sin hustru Sørine Margrete Holt, to bryggeriarbejdere og to tjenestepiger. Jobst Mathias v. Reick, en pensioneret justitsråd, boede i en anden bolig med sin seksårige søn, sin bror, to søstre og to tjenestepiger. Kield Hiorth, en 76-årig ugift pensionist, boede i bygningen sammen med sin 32-årige niece Lovise Biørens Datter, en husholderske og en tjenestepige.
Bygningen blev ødelagt igen ved Københavns Brand i 1795. Den nuværende bygning på stedet er opført i 1796-1797 for rådmand Herman Læssøe og er tegnet af arkitekt Fritz Schlegel.

### 19. århundrede
Ved folketællingen i 1801 rummede nr. 7 og 9 fire husstande. Johan Traugott Otto, en kirurg, boede i bygningen sammen med sin kone Albertine Wilhelmine (født Conradi), deres tre børn (i alderen et til syv), to bryggeriarbejdere, en vicevært, en mandlig tjener, en kvindelig kok og to tjenestepiger. Et af de tre børn var den senere læge Carl Otto. Johannes Outzen, en generalkrigskommissær, boede i bygningen sammen med sin kone Anne Joachimine Outzen, deres 15-årige plejedatter Anne Henrichsen, en mandlig tjener, en kvindelig kok og en tjenestepige. Jean Agier, grosserer, boede i bygningen sammen med sin kone Charlotte Severine Agier, deres tre børn (i alderen to til fem), en vicevært, en barnepige, en kvindelig kok og en tjenestepige. Peder Borgaard, en hosekræmmer, boede de i bygningen med sin to-årige søn, to ansatte, en husholderske, en kvindelig kok, en stuepige og en logerende.
I den nye matrikel af 1806 blev ejendommen opført som nr. 7. Den var på det tidspunkt ejet af en brygger ved navn Jacobsen.
Ved folketællingen i 1845 var nr. 7 hjemsted for én husstand på hver etage i forfløjen og et hotel i bagfløjen. Hans Georg Bentsen, medlem af Dansk Kancelli, boede i stueetagen sammen med Thor Johs. Bentsen, L. Cathrine Ørsted og en tjenestepige. Carl Ludvig Müller, inspektør for Det Kongelige Møntkabinet, boede på første sal sammen med sin hustru Eleonore Vilhelmine Frederikke Gregersine Müller, deres fire børn (1-5 år), en mandlig tjener, tre tjenestepiger, en vådsygeplejerske og logerende Hans Wegge. En landmåler. Otto Carl Blechingberg, en højesteretssagfører, boede på anden sal sammen med sin hustru Wibeke Dorothea Blechingberg (født Garde), deres to børn (11 og 20 år), en mandlig tjener og to tjenestepiger. Anders Petersen Langaae, indehaver af et værtshus i kælderen, opholdt sig i den tilhørende bolig med sin hustru Ane Kirstine Peders Datter og fire tjenestefolk (to mænd og to kvinder). Kroejeren Anne Cathrine Adolph boede i hotelfløjen med tre kvindelige og fem mandlige ansatte. 
Ved folketællingen i 1860 boede Otto Carl Blechingberg stadig i en af lejlighederne med sin kone, en ugift datter, en mandlig tjenestekarl og to tjenestepiger. Christian Michael Winther, en anden advokat (overprokurator 1817-1890), boede i en anden lejlighed sammen med sin hustru Frederikke Marie Henriette Winther, deres fem børn (i alderen to til ni), sin 75-årige moster Jacobine Caroline Berg og fire tjenestepiger. Wilhelm Christian Emil Thulsen, grosserer, boede i den tredje lejlighed sammen med sin hustru Louise Cecilie Petrea Thulsen, deres fem børn (i alderen et til ni år) og fire tjenestepiger. Bogtrykker Christian Frederik Nørager havde nu base i bagfløjen. Han boede der sammen med sin medarbejder Frederik Carl Albøge og to tjenestepiger. Resten af det blev stadig drevet som et gæstehus.

### 20. århundrede
En ingeniør ved navn Kampmann var blandt beboerne i bygningen i 1919. Han var en af relativt få bilejere på gaden på det tidspunkt.

## Arkitektur
Obels Gård er opført i røde mursten med tre etager over en hævet kælder. Den er syv fag bred, hvoraf de to let fremspringende ydre fag er bredere end de fem centrale. De to udvendige vinduer på første sal har balustre og er toppet af trekantede frontoner. Facaden afsluttes med en dentileret gesims.

## I dag
Ejendommen ejes i dag af C.W. Obel Ejendomme A/S og rummer foruden hovedsædet for C.W. Obel blandt andet en Røde Kors-genbrugsbutik.